# Yulenia
Yulenia es un género de escarabajos de la familia Chrysomelidae. El género fue descrito científicamente primero por Jacoby en 1886. Esta es una lista de especies perteneciente a este género:
- Yulenia basipennis Weise, 1912
- Yulenia corporaali Joilvet, 1952
- Yulenia divisa Jacoby, 1904
- Yulenia flavofasciata (Jacoby, 1893)
- Yulenia marginata (Jacoby, 1886)
- Yulenia plagipennis Weise, 1912